# Lentiggini
Le lentiggini (dal latino lentigo) sono lesioni melanocitiche comuni. Nel linguaggio comune esse sono confuse con le efelidi; in dermatologia invece i due termini indicano due macule differenti: mentre le lentiggini sono dovute ad una proliferazione di cellule (melanociti), le efelidi posseggono un numero costante di melanociti.

## Descrizione
Le lentiggini sono denominate in ambito clinico lentigo simplex. 

### Natura della lesione
Nella cute normale i melanociti sono presenti in proporzioni ben definite rispetto ai cheratinociti circostanti (si parla addirittura di unità epidermo-melanica, dove 1 melanocita è di solito associato a 36 cheratinociti). Il melanocita e i cheratinociti si trovano nello strato basale dell'epidermide.
Nelle lentiggini il melanocita prolifera e distrugge l'unità epidermo-melanica. Ad un certo punto tuttavia la sua proliferazione cessa, i melanociti in eccesso non stravolgono la cute circostante e rimangono disposti in monostrato nello strato basale dell'epidermide: ecco perché in dermatologia questa lesione è descritta come iperplasia benigna dei melanociti.

L'iperplasia non è maligna perché i melanociti non invadono i tessuti circostanti (ad esempio il derma sottostante o lo strato spinoso e granuloso sovrastante): al termine di una divisione cellulare essi continuano a risiedere nello strato basale dell'epidermide. Qualora i melanociti riescano a formare più strati e a modificare l'architettura dello strato sovrastante dell'epidermide (cioè lo strato spinoso), si parla di nei (o nevi), noti più specificamente come nidi/teche di melanociti; pertanto, anche i nei sono lesioni cutanee a carattere benigno.
|            | Efelidi                                | Lentiggini                                   |
| ---------- | -------------------------------------- | -------------------------------------------- |
| Natura     | Lesione cutanea                        | Lesione cutanea                              |
| Melanociti | Numero costante                        | Iperplastici (numero maggiore)               |
| Permanenti | No. Presenti solo dopo fotoesposizione | Sì, a causa della permanenza dei melanociti. |

### Morfologia
La dimensione della lentigo simplex oscilla da 1 a 5 mm. Frequentemente la lesione ha un diametro minore di 2 mm. Possiede dei margini ben definiti a causa della presenza di cute normale nei margini della lesione.
Il colore della macchia è uniforme, netto e oscilla dal nero-bruno-beige-marrone, specialmente nelle persone con carnagione chiara, ma talvolta anche sulla cute di persone con fototipo più elevato.

### Luogo
A differenza delle efelidi, le lentiggini possono comparire ovunque nella cute. Possono anche comparire nella congiuntiva e nelle zone di transizione cute-mucosa (orifizi mucocutanei, come quelli presenti nelle labbra, ano, naso, etc).

### Lentiggini: genetica e sole
Le lentiggini sono permanenti (non scompaiono neanche nel periodo invernale se l'esposizione solare è modesta). Le efelidi invece sono dovute ad un accumulo di solo pigmento, compaiono con la fotoesposizione e tendono più o meno rapidamente a regredire in assenza di essa. Avere le lentiggini è un fattore genetico ed è collegato con la presenza della variante genetica del recettore MC1R della melanocortina-1. Le lentiggini possono anche essere attivate da una lunga esposizione alla luce solare, come nell'abbronzatura.
Quando i raggi del sole penetrano la pelle, attivano i melanociti che possono indurre le lentiggini a diventare più scure e più numerose, anche se la distribuzione di melanina non è la stessa. I capelli biondi e più comunemente quelli rossi sono solitamente congiunti con il fattore genetico delle lentiggini, ma nessun carattere lo è così tanto come la pelle diafana o pallida. Le lentiggini sono rare negli infanti e più comuni sui bambini prima della pubertà; sono meno diffuse negli adulti.
Fanno la loro comparsa nell'infanzia, ma poi possono aumentare o diminuire nel corso degli anni. I bambini che non producono abbastanza melanina per proteggere la loro pelle dai raggi nocivi dal sole sviluppano delle lentiggini provvisorie connesse con l'infanzia, che solitamente spariscono nella pubertà, una volta che ci sia una maggiore e corretta produzione di melanina. Le persone con la pelle chiara spesso non producono abbastanza melanina, così le lentiggini sono presenti anche dopo la pubertà e nell'età adulta, il che indica quell'individuo come portatore genetico di lentiggini.
In seguito all'esposizione al sole, le lentiggini riappariranno se sono state alterate con creme o laser e non sono state protette dal sole, tuttavia in alcuni casi sbiadiscono con l'età. Le lentiggini non sono una malattia della pelle. Gli individui con una predisposizione alle lentiggini potrebbero essere particolarmente soggetti a scottature e a cancro della pelle e dovrebbero quindi avere maggior cura nel proteggersi al sole con un filtro solare quotidiano almeno di 15 SPF.